# Miro ombré
Peneothello cryptoleuca
Espèce
Statut de conservation UICN

 LC  : Préoccupation mineure
Le Miro ombré (Peneothello cryptoleuca) est une espèce de passereaux de la famille des Petroicidae.

## Répartition
Il est endémique de Nouvelle-Guinée occidentale en Indonésie.

## Habitat
Il habite les forêts humides tropicales et subtropicales d'altitude.

## Sous-espèces
D'après Alan P. Peterson, il existe 3 sous-espèces :
- Peneothello cryptoleuca albidior (Rothschild) 1931 ;
- Peneothello cryptoleuca cryptoleuca (Hartert) 1930 ;
- Peneothello cryptoleuca maxima Diamond 1985.